# Халебид
Халебид или Халебиду (англ. Halebidu, канн. ಹಳೆಬೀಡು) — город в округе Хассан, Карнатака, Индия. В средние века город назывался Дорасамудра или Дварасамудра и был столицей империи Хойсала. В Хойсале расположен храмовый комплекс, который является классическим примером индуистского архитектурного стиля хойсала. В буквальном переводе халебиду означает «город в руинах». Это название было дано городу потому, что он дважды подвергался полному разрушению со стороны мусульман из султаната Бахмани.
Халебиду расположен всего лишь в 16 км от другого исторического места — Белура. Административный центр округа, город Хассан, находится в 31 км от Халебиду. Расстояние до другого крупного города, Мангалора, составляет 149 км.